# Olletjärnen (Fjällsjö socken, Ångermanland)
Olletjärnen är en sjö i Strömsunds kommun i Ångermanland och ingår i Ångermanälvens huvudavrinningsområde.